# Musica di Final Fantasy III
La musica del videogioco Final Fantasy III è stata composta da Nobuo Uematsu, compositore storico della serie Final Fantasy. Final Fantasy III Original Sound Version, una compilation contenente quasi l'intera colonna sonora del gioco, è stata pubblicata da Square Co./NTT Publishing nel 1991, per poi venir ripubblicata da NTT Publishing nel 1994 e 2004. La colonna sonora del remake del gioco per Nintendo DS è stata pubblicata da NTT Publishing nel 2006 con il nome di Final Fantasy III Original Soundtrack. Nel 1990, da parte di Data M, e in seguito nel 1994, da parte di Polystar, è stato pubblicato un album intitolato Final Fantasy III Yūkyū no Kaze Densetsu contenente una selezione di arrangiamenti vocali di alcuni brani del gioco, eseguiti da Nobuo Uematsu e Dido (un duo composto da Michiaki Kato e Shizuru Ohtaka).
Diversi brani godono tutt'oggi di una certa popolarità e sono stati eseguiti in numerose occasioni durante i vari concerti dedicati alla serie, come le serie di concerti Tour de Japon: Music from Final Fantasy e Distant Worlds - Music from Final Fantasy, oltre ad essere stati pubblicati in varie compilation e album di arrangiamenti da parte di Square e di altre case discografiche.

## Album

### Final Fantasy III Original Sound Version
Final Fantasy III Original Sound Version è un album di musica per videogiochi tratto dalla colonna sonora di Final Fantasy III, composta da Nobuo Uematsu. L'album include 44 brani ed è stato pubblicato da Square e NTT Publishing il 15 luglio 1991 (con numero di catalogo NTCP-5013), per poi venir ripubblicato il 1º ottobre 2004 da NTT Publishing (con numero di catalogo NTCP-5013). L'album ha venduto oltre 5 300 copie, ed è stato accolto positivamente dalla critica.

#### Tracce
Musiche di Nobuo Uematsu.
1. The Prelude (プレリュード?, Pureryūdo) – 0:48
2. Crystal Cave ("Cave Where the Crystal Is") (クリスタルのある洞窟?, Kurisutaru no aru Dōkutsu) – 1:40
3. Battle 1 ~ Fanfare (バトル1～ファンファーレ?, Batoru 1 ~ Fanfāre) – 1:53
4. Crystal Room (クリスタルルーム?, Kurisutaru Rūmu) – 0:28
5. Opening Theme (オープニングテーマ?, Ōpuningu Tēma) – 1:26
6. My Home Town ("Hometown Ur") (故郷の街ウル?, Kokyō no Machi Uru) – 1:43
7. Eternal Wind (悠久の風?, Yūkyū no Kaze) – 2:06
8. Jinn, the Fire ("Djinn's Curse") (ジンの呪い?, Jin no Noroi) – 1:14
9. The Dungeon (ダンジョン?, Danjon) – 1:07
10. Return of the Warrior ("Return of the Hero") (勇者の帰還?, Yūsha no Kikan) – 1:02
11. The Way to the Top (山頂への道?, Sanchō e no Michi) – 0:41
12. Cute Little Tozas ("Village of Little People, Tozas") (Shōnin no Mura Tōzasu?) – 1:00
13. Shrine of Nept (Neputo Shinden?) – 0:57
14. Sailing Enterprise ("Enterprise Sails the Ocean") (Entāpuraizu Umi o Yuku?) – 1:01
15. Living Forest (生きている森?, Ikiteiru Mori) – 0:43
16. Time Remains ("Village of the Ancients") (古代人の村?, Kodaijin no Mura) – 1:45
17. Chocobos! ("Chocobo's Theme") (チョコボのテーマ?, Chokobo no Tēma) – 0:38
18. Big Chocobo! ("Fat Chocobo Uncovered") (でぶチョコボあらわれる?, Debu Chokobo Arawareru) – 0:28
19. Tower of Owen (オーエンの塔?, Ōen no Tō) – 1:04
20. Veggies of Geasal ("Gysahl Greens") (ギザールの野菜?, Gizāru no Yasai) – 0:44
21. Castle of Hain (ハインの城?, Hain no Shiro) – 1:22
22. Battle 2 (バトル2?, Batoru 2) – 1:39
23. The Requiem (Rekuiemu?) – 0:37
24. Go Above the Clouds! ("The Enterprise Flies Through the Sky") (Entāpuraizu Sora o Tobu?) – 0:44
25. The Boundless Ocean (果てしなき大海原?, Hateshinaki Ōunabara) – 1:17
26. Elia, the Maiden of Water (水の巫女エリア?, Mizu no Miko Eria) – 1:21
27. Town of Water ("Town of Amur") (アムルの街?, Amuru no Machi) – 1:06
28. Let's Play the Piano! ("Piano Practice 1") (ピアノのおけいこ1?, Piano no Okeiko 1) – 0:11
29. Let's Play the Piano Again! ("Piano Practice 2") (ピアノのおけいこ2?, Piano no Okeiko 2) – 0:06
30. Swift Twist (スイフト・ツイスト?, Suifuto Tsuisuto) – 0:38
31. Good Ol' Fellows ("Theme of the Four Old Guys") (4人組じいさんのテーマ?, Yonnin-kumi Jī-san no Tēma) – 0:34
32. In the Covert Town ("Hidden Town of Falgabard") (隠れ村ファルガバード?, Kakure Mura Farugabādo) – 1:00
33. Salonia ("Giant Metropolis Salonia") (巨大都市サロニア?, Kyodai Toshi Saronia) – 1:40
34. Deep Under the Water ("The Submarine Nautilus") (潜水艦ノーチラス?, Sensuikan Nōchirasu) – 1:53
35. Beneath the Horizon ("Undersea Shrine") (海底神殿?, Kaitei Shinden) – 1:25
36. Let Me Know the Truth ("Doga and Unne's Home") (ドーガとウネの館?, Dōga to Une no Tachi) – 0:55
37. Lute of Noah (ノアのリュート?, Noa no Ryūto) – 0:20
38. Good Morning! ("Unne's Morning Exercise") (ウネの体操?, Une Taisō) – 0:30
39. The Invincible ("Giant Battleship Invincible") (巨大戦艦インビンシブル?, Kyodai Senkan Inbinshiburu) – 1:24
40. Forbidden Land ("Forbidden Land Eureka") (禁断の地エウレカ?, Kindan no Chi Eureka) – 0:49
41. The Crystal Tower (クリスタルタワー?, Kurisutaru Tawā) – 1:14
42. The Dark Crystals (闇のクリスタル?, Yami no Kurisutaru) – 1:43
43. This is the Last Battle ("Final Struggle to the Death") (最後の死闘?, Saigo no Shitō) – 2:21
44. The Everlasting World ("Ending Theme") (エンディングテーマ?, Endingu Tēma) – 6:44

### Final Fantasy III Yūkyū no Kaze Densetsu
Final Fantasy III Yūkyū no Kaze Densetsu (ファイナルファンタジーIII 悠久の風伝説?, Fainaru Fantajī Surī Yūkyū no Kaze Densetsu), anche noto con il nome internazionale Final Fantasy III Legend of the Eternal Wind, è un album di arrangiamenti vocali di brani tratti dalla colonna sonora di Final Fantasy III, i quali sono intramezzati da narrazioni di testi che raccontano una storia simile a quello del gioco. I brani sono eseguiti da Nobuo Uematsu e da Dido, un duo composto da Michiaki Kato e Shizuru Ohtaka. L'album, che comprende sette brani, è stato pubblicato da Data M il 25 maggio 1990 (con numero di catalogo PSCX-1005) e in seguito pubblicato di nuovo il 25 marzo 1994 da Polystar (con numero di catalogo PSCR-5252). L'album ha venduto oltre 32 000 copie ed è stato accolto positivamente dalla critica.

#### Tracce
Musiche di Nobuo Uematsu.
1. The Evil Power of the Underworld (邪悪の胎動?, Jāku no Taidō) – 6:39
2. Following the Wind (風の啓示?, Kaze no Keiji) – 8:56
3. Montage (彷徨の旅路?, Hōkō no Tabiji) – 8:49
4. Their Spiritual Leader (その大いなる輝き?, Sono Ōinaru Kagayaki) – 9:28
5. Ebb and Flow (陰と陽の攻防?, In to Yō no Kōbō) – 5:14
6. The Dark Cloud (凶々しき渇望?, Kyōgyōshiki Katsubō) – 4:15
7. Rebirth (新たなる世界?, Aratanaru Sekai) – 9:05

### Final Fantasy III Original Soundtrack
Final Fantasy III Original Soundtrack è una colonna sonora distribuita in occasione del remake di Final Fantasy III per Nintendo DS del 2006. L'album contiene i brani originali del gioco riarrangiati da Tsuyoshi Sekito e Keiji Kawamori per la versione DS del gioco, oltre a due remix, uno realizzato dai The Black Mages e un altro ad opera di Yasuhiro Yamanaka. L'album include inoltre un DVD contenente la sequenza FMV introduttiva del gioco, un video promozionale e un'intervista al team di sviluppo. L'album è stato pubblicato il 20 settembre 2006 da Square Enix (con numero di catalogo SQEX-10076~7). Final Fantasy III Original Soundtrack ha venduto oltre 17 800 copie ed ha ricevuto recensioni miste da parte della critica.

#### Tracce
CD
Musiche di Nobuo Uematsu.
1. Memory of the Wind ~Legend of the Eternal Wind~ (風の追憶 ～悠久の風伝説～?, Kaze no Tsuioku ~Yūkyū no Kaze Densetsu~) – 3:01
2. Prelude (プレリュード?, Pureryūdo) – 0:56
3. The Cave Where the Crystal Lies (クリスタルのある洞窟?, Kurisutaru no aru Dōkutsu) – 1:13
4. Battle 1 (バトル1?, Batoru 1) – 1:32
5. Victory (勝利?, Shōri) – 0:32
6. Crystal Room (クリスタルルーム?, Kurisutaru Rūmu) – 0:32
7. Opening Theme (オープニング・テーマ?, Ōpuningu Tēma) – 1:52
8. Hometown of Ur (故郷の街ウル?, Kokyō no Machi Uru) – 1:29
9. Eternal Wind (悠久の風?, Yūkyū no Kaze) – 1:41
10. Jinn's Curse (ジンの呪い?, Jin no Noroi) – 1:10
11. Dungeon (ダンジョン?, Danjon) – 0:55
12. Return of the Hero (勇者の帰還?, Yūsha no Kikan) – 0:53
13. Road to the Summit (山頂への道?, Sanchō e no Michi) – 1:28
14. Tozas (トーザス?, Tōzasu) – 1:02
15. Nepto Shrine (ネプト神殿?, Neputo Shinden) – 0:51
16. Sailing the Enterprise (エンタープライズ海を行く?, Entāpuraizu Umi o Yuku) – 1:15
17. Living Forest (生きている森?, Ikiteiru Mori) – 0:55
18. Village of the Ancients (古代人の村?, Kodaijin no Mura) – 1:51
19. Chocobo Theme (チョコボのテーマ?, Chokobo no Tēma) – 0:45
20. Fat Chocobo Appears (でぶチョコボあらわる?, Debu Chokbo Arawaru) – 0:54
21. Tower of Owen (オーエンの塔?, Ōen no Tō) – 0:52
22. Gishal's Veggies (ギサールの野菜?, Gisāru no Yasai) – 0:37
23. Hyne's Castle (ハインの城?, Hain no Shiro) – 1:14
24. Dangerous Short Music 1 (危険なショートミュージック1?, Kiken na Shōto Myūjikku 1) – 0:35
25. Dangerous Short Music 2 (危険なショートミュージック2?, Kiken na Shōto Myūjikku 2) – 0:33
26. Dangerous Short Music 3 (危険なショートミュージック3?, Kiken na Shōto Myūjikku 3) – 0:23
27. Battle 2 (バトル2?, Batoru 2) – 1:44
28. Requiem (レクイエム?, Rekuiemu) – 0:35
29. Flying the Enterprise (エンタープライズ空を飛ぶ?, Entāpuraizu Sora o Tobu) – 1:10
30. The Boundless Ocean (果てしなき大海原?, Hateshinaki Ōunabara) – 1:22
31. Elia, the Maiden of Water (水の巫女エリア?, Mizu no Miko Eria) – 2:05
32. Town of Amur (アムルの街?, Amuru no Machi) – 1:25
33. Piano Practice 1 (ピアノのおけいこ1?, Piano no Okeiko 1) – 0:12
34. Piano Practice 2 (ピアノのおけいこ2?, Piano no Okeiko 2) – 0:07
35. Swift Twist (スイフト・ツイスト?, Suifuto Tsuisuto) – 0:35
36. Rest at the Inn (宿屋で寝る?, Yadoya de Neru) – 0:10
37. A Comrade Joins (仲間を加える?, Nakama o Kuwaeru) – 0:09
38. A Comrade Leaves (仲間との別れ?, Nakama to no Wakare) – 0:09
39. A Dancer's Dance (踊り子のダンス?, Odoriko no Dansu) – 0:16
40. Item Get (アイテムゲット?, Aitemu Getto) – 0:07
41. Garuda Defeated (ガルーダ撃破?, Garūda Gekiha) – 0:10
42. Theme of the Four Old Men (人組じいさんのテーマ?, Yonnin-kumi Jī-san no Tēma) – 0:51
43. The Hidden Village of Fargabaad (隠れ村ファルガバード?, Kakure Mura Farugabādo) – 1:24
44. The Megalopolis of Salonia (巨大都市サロニア?, Kyodai Toshi Saronia) – 1:05
45. The Submarine Nautilus (潜水艦ノーチラス?, Sensuikan Nōchirasu) – 1:18
46. Underwater Temple (海底神殿?, Kaitei Shinden) – 1:09
47. Dorga and Unne's Mansion (ドーガとウネの館?, Dōga to Une no Tachi) – 1:05
48. Noah's Lute (ノアのリュート?, Noa no Ryūto) – 0:35
49. Unne's Exercises (ウネの体操?, Une no Taisō) – 0:31
50. The Huge Battleship Invincible (巨大戦艦インビンシブル?, Kyodai Senkan Inbinshiburu) – 0:55
51. The Forbidden Land Eureka (禁断の地エウレカ?, Kindan no Chi Eureka) – 1:15
52. Crystal Tower (クリスタルタワー?, Kurisutaru Tawā) – 1:05
53. The Dark Crystals (闇のクリスタル?, Yami no Kurisutaru) – 1:03
54. The Final Battle -1- (最後の死闘-1-?, Saigo no Shitō -1-) – 0:37
55. The Final Battle -2- (最後の死闘-2-?, Saigo no Shitō -2-) – 0:26
56. The Final Battle -3- (最後の死闘-3-?, Saigo no Shitō -3-) – 1:22
57. Ending Theme -1- (エンディング・テーマ-1-?, Endingu Tēma -1-) – 1:24
58. Ending Theme -2- (エンディング・テーマ-2-?, Endingu Tēma -2-) – 2:50
59. Ending Theme -3- (エンディング・テーマ-3-?, Endingu Tēma -3-) – 3:44
60. Eternal Wind -.333 mix- (悠久の風 -.333 mix-?, Yūkyū  no Kaze -.333 mix-) – 3:36
61. The Final Battle -THE BLACK MAGES Ver.- (最後の死闘 -THE BLACK MAGES Ver.-?, Saigo no Shitō -THE BLACK MAGES ver.-) – 4:55

DVD
1. Opening Movie (?, Ōpuningu Mūbi)
2. On Sale Promotion Video (?, Hatsubaiki Puromōshon Bideo)
3. Special Interview ~Final Fantasy III Anecdote~ (?, Supesharu Intabyū ~FINAL FANTASY III Anecdote~)

## Eredità musicale
The Black Mages, un gruppo musicale fondato da Nobuo Uematsu insieme ad altri che ha pubblicato arrangiamenti rock di vari brani della serie Final Fantasy, ha arrangiato anche due brani appartenenti a Final Fantasy III: The Rocking Grounds, dall'album The Black Mages II: The Skies Above (2004), e KURAYAMINOKUMO, un remix di The Final Struggle, da The Black Mages III: Darkness and Starlight (2008). In Final Fantasy: Pray, un album di compilation prodotto da Square, sono contenute degli arrangiamenti vocali di The Boundless Ocean e Elia, the Maiden of Water, eseguiti da Risa Ohki. In Final Fantasy: Love Will Grow, compaiono inoltre degli arrangiamenti vocali di Eternal Wind e Cute Little Tozas, eseguiti da Risa Ohki e Ikuko Noguchi.
Le musiche di Final Fantasy III sono state eseguite in varie occasioni durante i concerti ufficiali e sono comparse in vari album dal vivo, tra cui 20020220 music from FINAL FANTASY, una registrazione di un'orchestra dal vivo mentre esegue diversi brani della serie. Inoltre, il brano Elia, the Water Maiden è stato eseguito dall'Orchestra Filarmonica Reale di Stoccolma in un medley durante la tournée di concerti Distant Worlds - Music from Final Fantasy, mentre Eternal Wind e Cute Little Tozas sono stati eseguiti dalla New Japan Philharmonic durante la serie di concerti Tour de Japon: Music from Final Fantasy. I The Black Mages hanno eseguito The Final Battle durante il concerto Extra: Hyper Game Music Event 2007 a Tokyo, il 7 luglio 2007. In alcuni album di remix giapponesi, chiamati otokei dōjin, e in alcuni siti di remix inglesi compaiono inoltre delle selezioni di brani tratti dal titolo.